# Coecoscopaeus coecus
Coecoscopaeus coecus – gatunek chrząszcza z rodziny kusakowatych i podrodziny żarlinków, jedyny z monotypowego rodzaju Coecoscopaeus. Endemit Tunezji.

## Taksonomia
Gatunek ten opisany został po raz pierwszy w 1906 roku przez Paula de Peyerimhoffa na łamach „Bulletin de la Société entomologique de France” pod nazwą Scopaeus coecus. W 1982 roku Henri Coiffait przeniósł go do nowego, monotypowego rodzaju Coecoscopaeus, a w 1984 roku dokonał on jego redeskrypcji. W 2023 roku Lee Herman sklasyfikował go w podplemieniu Sphaeronina.

## Morfologia
Chrząszcz o ciele długości od 3,7 do 4,8 mm. Głowa jest całkowicie pozbawiona oczu i ma wierzch z wyjątkiem podłużnego pasma przez środek i przodu nadustka punktowany, przednią krawędź nadustka pozbawioną guzka, przednią krawędź wargi górnej głęboko wykrojoną i z parą zaokrąglonych ząbków, brzegi boczne zaokrąglone ku silnie zaokrąglonym kątom tylnym, brzeg tylny płytko wykrojony i pozbawiony płata, powierzchnie boczno-brzuszne z bruzdami submarginalnymi ciągnącymi się od żuwaczek po szyję, a ostatni człon głaszczków szczękowych mały i stożkowaty. Szyja jest sześciokrotnie węższa od głowy. Około 1,3 raza dłuższe niż szerokie, między środkiem a tylnym brzegiem lekko wklęśnięte przedplecze jest z wyjątkiem pośrodkowego pasma podłużnego przeciętnie gęsto punktowane, zaopatrzone w słabo zaznaczoną listewkę podłużną w tylnej ćwiartce, pozbawione mikrorzeźby. Krótsze od przedplecza pokrywy mają przerzedzony szereg szczecinek na tylnej krawędzi. Hypomery mają niemal pionowe, średnio długie, zaokrąglone na szczytach, pozbawione szczecinek płaty zabiodrowe. Długie i wąskie, niestykające się z hypomerami furcasternum przedtułowia jest zwężone ku tyłowi. Panewki bioder przednich są od tyłu otwarte. Basisternum śródtułowia ma płytkie, słabo widoczne wklęśnięcie i pozbawione jest pośrodkowego żeberka. Tylna para odnóży, przynajmniej u samców, ma dwa małe kolce na tylnym brzegu krętarza, trzy kolcowate szczecinki na tylnym brzegu uda oraz cztery kolcowate szczecinki na przednim brzegu goleni i grzebień na wewnętrznej powierzchni jej wierzchołka.

## Ekologia i występowanie
Owad palearktyczny, północnoafrykański, endemiczny dla Tunezji, znany z czterech okazów odnalezionych w spękaniach gliniastego podłoża. Chrząszcze wykazują adaptacje do podziemnego trybu życia.